# بيتا أزرق الأجنحة
بيتا أزرق الأجنحة (الاسم العلمي: Pitta moluccensis) (بالإنجليزية: Blue-winged Pitta)‏ هي نوع من الطيور تتبع جنس البيتا من فصيلة طيور البيتا.